# Bandera de las Islas Vírgenes de los Estados Unidos
La bandera de las Islas Vírgenes de los Estados Unidos, un territorio ultramarino bajo dependencia estadounidense, es un paño de color blanco en que aparecen las iniciales del territorio: "V" "I" en color azul; en el centro, el águila estadounidense representada en amarillo con el escudo de las barras y las estrellas de los Estados Unidos; en su garra derecha sostiene una rama de laurel y en la izquierda sujeta tres flechas azules.

## Historia
El concepto o idea de hacer una bandera para las Islas Vírgenes de los Estados Unidos comenzó con el administrador del Contralmirante Summer Ely Whitmore Kitellebegan, quien fue juramentado como gobernador de las islas en 26 de abril de 1921. Se acercó al capitán del Grib, el Sr.White, y a Perceival Wilson Sparks, y les preguntó por propuestas para el diseño de la bandera. Sparks, que era dibujante, hizo un diseño en un papel. Posteriormente, Sparks trasfirió el diseño a algodón, y le pidió a su mujer Grace y a su hermana Blanche Joseph que bordaran el diseño.[cita requerida]